# Millicent Simmonds
Millicent "Millie" Simmonds (Utah, Estados Unidos, 1 de março de 2003) é uma atriz americana. Surda desde os onze meses de idade, atuou em Wonderstruck (2017) e em A Quiet Place (2018). Como reconhecimento, foi nomeada ao Critics' Choice Movie Awards de 2019 na categoria de Melhor Atriz Jovem por A Quiet Place.